# Вульфер
Вульфе́р (фр. Vulfaire, нем. Wulfar; умер 18 августа 816, Реймс) — архиепископ Реймса (802/803—816).

## Биография
Происхождение Вульфера неизвестно. Единственное свидетельство о его жизни до занятия им кафедры Реймса — сообщение историка Флодоарда, содержащееся в его «Истории Реймсской церкви», о том, что правитель Франкского государства Карл Великий посылал будущего архиепископа как государева посланца (лат. missi dominici) в Шампань.
Вероятно, в 802 или 803 году Вульфер был поставлен Карлом Великим во главе вакантной с 795 года Реймсской митрополии, освободившейся после смерти Тильпина. По свидетельству Флодоарда, в 804 году Карл Великий поручил новому архиепископу охрану пятнадцати знатных саксов, полученных императором в качестве заложников после окончания Саксонских войн. Предполагается, что Вульфер мог участвовать во встрече Карла Великого и папы римского Льва III, состоявшейся в Реймсе в ноябре-декабре того же года.
Имя архиепископа Реймса упоминается в завещании императора франков, датированном концом 811 года. Согласно этому документу, Реймсская архиепархия, также как и другие митрополии Франкского государства, должна была получить после смерти Карла Великого часть имущества скончавшегося монарха.
В середине мая 813 года, по повелению нового правителя Франкской империи, Людовика I Благочестивого, Вульфер возглавил церковный собор, созванный в Реймсе. На нём были приняты сорок четыре канона, посвящённые, в основном, вопросам церковной дисциплины.
22 марта 814 года Вульфер председательствовал на церковном синоде в Нуайоне, собранном из суффраганов Реймсской митрополии. Здесь был рассмотрен спор между местным епископом Вендельмаром и епископом Суассона Ротадом I о границах их епархий. В результате обсуждения, было принято решение, что границей между этими епископствами станет река Уаза. Здесь же, по просьбе архиепископа Трира Амалария, Вульфер, вместе с епископом Вердена Гериландом, рукоположил в епископский сан одного из суффрагантов Трирской митрополии, Фротера Тульского.
Флодоард описывал архиепископа Вульфера как прелата, заботившегося о благе и процветании своей архиепархии, сумевшего не только возвратить всё то имущество Реймсской церкви, которое попало в руки светских лиц во время секуляризации Карла Мартелла, но и преумножить её богатства. Незадолго до своей смерти Вульфер получил от Людовика I Благочестивого хартию, подтверждавшую все ранее сделанные франкскими монархами пожертвования в пользу базилики Святого Ремигия. Император также дал архиепископу Реймса разрешение совершить паломничество в Рим, однако успел Вульфер сделать это или нет, неизвестно.
Вульфер скончался в Реймсе 18 августа 816 года. Место его погребения точно не установлено. В его преемники Людовик Благочестивый предложил некоего Гизлемара. Однако тот на встрече с епископами-суффрагантами Реймсской митрополии не только не смог правильно истолковать цитату из Священного Писания, но и с трудом прочитал её. Поэтому его кандидатура была категорически отвергнута прелатами, и новым архиепископом Реймса, с согласия императора, был избран местный клирик Эббон.